# Муравьёв, Михаил Васильевич
Михаил Васильевич Муравьёв (1919—1981) — советский военный. Участник Великой Отечественной войны. Герой Советского Союза (1944). Старший лейтенант.

## Биография
Родился 15 мая 1919 года в деревне Наровщизна Мозырского уезда Минской губернии Социалистической Советской Республики Литвы и Беларуси (Литбел) (ныне деревня Мозырского района Гомельской области Республики Беларусь) в крестьянской семье. Русский. Образование 7 классов сельской школы. После школы учился в Гомельском энергетическом техникуме, который окончил в 1937 году. Затем работал электромехаником на Мозырской ГРЭС.
В ряды Рабоче-крестьянской Красной Армии М. В. Муравьёв был призван Мозырским районным военкоматом Полесской области в 1939 году. В боях с немецко-фашистскими захватчиками сержант М. В. Муравьёв с августа 1941 года на Юго-Западном фронте. В марте 1942 года Михаил Васильевич был тяжело ранен в боях на Северском Донце и эвакуирован в госпиталь. После продолжительного лечения М. В. Муравьёв в звании старшего сержанта был направлен на Северо-Западный фронт, где его назначили командиром орудия 327-го отдельного истребительного противотанкового дивизиона 253-й стрелковой дивизии 11-й, затем 27-й армии. Участвовал в боях под Старой Руссой. Отличился во время Демянской наступательной операции и последующих боях по ликвидации Рамушевского коридора. 26 февраля 1943 года в ходе наступательных действий дивизии в районе населённого пункта Пенно Старорусского района огнём своего орудия старший сержант М. В. Муравьёв разрушил пять ДЗОТов, подбил 2 автомашины с боеприпасами и броневик, подавил огонь 3-х пулемётных точек и одного миномёта, истребил до 50 вражеских солдат. 3 апреля 1943 года подразделения дивизии вышли к сильно укреплённому пункту обороны противника — деревне Сычёво. Дальнейшее продвижение стрелковых батальонов было остановлено огнём вражеского ДЗОТа. Огневая точка была искусно замаскирована, и определить её местонахождение не удавалось. Командир орудия старший сержант Муравьёв с риском для жизни выдвинулся в сторону ДЗОТа и произвёл разведку. Несколькими выстрелами его расчёт повредил вражеское укрепление, но мощности 45-миллиметрового орудия не хватило для полного уничтожения огневой точки. Тогда Михаил Васильевич подполз к ДЗОТу и противотанковой гранатой уничтожил автоматическую пушку вместе с расчётом. В тот же день старший сержант Муравьёв обнаружил и уничтожил гранатами наблюдательный пункт противника вместе с находившимися там солдатами и офицерами неприятеля, а на следующий день, прокладывая путь своей пехоте, огнём орудия уничтожил два пулемётных ДЗОТа и до 30 солдат и офицеров вермахта. За отличие в боях старший сержант Муравьёв был награждён орденами Отечественной войны 2-й степени и Красной Звезды, а также рекомендован командиром дивизиона для дальнейшего обучения. Вскоре Михаила Васильевича направили на краткосрочные офицерские курсы в 1-е Пензенское артиллерийское училище.
К концу августа 1943 года младший лейтенант М. В. Муравьёв вернулся в свою часть, которая находилась в составе 40-й армии Воронежского фронта, и был назначен командиром батареи 45-миллиметровых пушек. Участвовал в Сумско-Прилукской операции Битвы за Днепр. Стремясь замедлить наступление советских войск, немцы перебросили в район Гадяча три пехотные дивизии СС и ранним утром 26 августа перешли в контратаку. Для отражения их контрудара в бой была брошена 253-я стрелковая дивизия. В бою под селом Веприк младший лейтенант М. В. Муравьёв продемонстрировал умелое командование батареей и хорошее взаимодействие со стрелковыми частями. Быстро подавляя огневые средства противника и разрушая его оборонительные сооружения, батарея младшего лейтенанта Муравьёва способствовала продвижению вперёд своей пехоты и нанесла большой урон врагу.
29 сентября 1943 года стрелковый полк дивизии, поддерживаемый батареей младшего лейтенанта М. В. Муравьева, на подступах к Днепру в районе города Переяслав натолкнулся на хорошо укреплённые позиции противника. Младший лейтенант Муравьёв приказал выкатить пушки в первую линию атаки и прямой наводкой расстреливал укрепления врага. Преследуя отступающих немцев, батарея переправилась через Днепр в районе села Ходоров без потерь и закрепилась на высоте 190,1. Отсюда 8 октября 1943 года батарея вела прицельный огонь по заранее разведанным огневым точкам противника. В этом бою батареей были уничтожены 2 пушки, 4 миномёта, 5 станковых и 2 ручных пулемёта и около 50 солдат противника. 12 октября 1943 года в бою за село Ходорово батарея Муравьева уничтожила 2 пушки, миномётную батарею, 6 станковых, 3 ручных пулемёта и до 40 немецких солдат, а 20 октября способствовала взятию высоты 100,9, подавив огневые точки противника. За образцовое выполнение боевых заданий командования на фронте борьбы с немецкими захватчиками и проявленные при этом отвагу и геройство указом Президиума Верховного Совета СССР от 29 марта 1944 года младшему лейтенанту Муравьёву Михаилу Васильевичу было присвоено звание Герой Советского Союза.
В дальнейшем Михаил Васильевич продолжал сражаться на Букринском плацдарме, на котором войска 1-го Украинского фронта наносили отвлекающий удар во время Киевской наступательной операции. Батарея младшего лейтенанта Муравьёва вновь отличилась при штурме высот западнее Ходорова. В период со 2 по 6 ноября 1943 года артиллеристы Муравьёва уничтожили 3 37-миллиметровые пушки, 3 станковых и 2 ручных пулемёта, разрушили двухамбразурный ДЗОТ, подавили 7 пулемётных точек и истребили до сотни вражеских солдат и офицеров. В боях Михаил Васильевич был ранен, но остался в строю и продолжал командовать батареей. За отличие в боях и умелое руководство подразделением М. В. Муравьёву было присвоено внеочередное воинское звание старшего лейтенанта. До 3 декабря 1943 года в составе своего подразделения он участвовал в отражении немецкого контрнаступления под Киевом в ходе Киевской оборонительной операции, по завершении которой 253-я стрелковая дивизия была выведена в резерв, а затем переброшена на Белорусский фронт, где вошла в состав 65-й армии. Михаил Васильевич участвовал в освобождении родной Белоруссии, отличившись в ходе Калинковичско-Мозырской операции. В бою за железнодорожную станцию Горочичи при прорыве долговременной обороны противника старший лейтенант Муравьёв развернул свою батарею впереди стрелковых подразделений и прицельным огнём с дистанции в 200 метров подавил огонь 2 ДЗОТов и ручного пулемёта, истребив при этом до 20 вражеских солдат. Проявив инициативу, Михаил Васильевич принял на себя командование стрелковым взводом, командир которого выбыл из строя, и вместе с ним, а также с расчётами своей батареи ворвался в опорный пункт немецкой обороны и в рукопашной схватке разгромил вражеский гарнизон. 14 января 1944 года в бою за деревню Рудня-Горбовичская старший лейтенант Муравьёв смелым манёвром вывел свою батарею во фланг немецкой обороны и открыл убийственный огонь по траншеям противника, обратив в бегство до роты солдат неприятеля. После этого с расчётами батареи он ворвался во вражеские траншеи, и истребив 25 немецких солдат, овладел ими. Благодаря умелым действиям старшего лейтенанта Муравьёва стрелковые подразделения овладели населённым пунктом с минимальными потерями.
В последующих боях Михаил Васильевич был тяжело ранен. Он долго лечился в госпитале в Пензе и на фронт уже не вернулся. В 1945 году после окончания войны старший лейтенант М. В. Муравьёв был уволен в запас. Сначала работал инженером на Куйбышевской электростанции, потом (с 1948 по 1960 год) мастером, а затем начальником энергоцеха на Актюбинском заводе ферросплавов. С 1960 до лета 1962 года трудился прорабом на предприятии «Казводоканалстрой» в Актюбинске. В период с июля 1962 года по январь 1966 года Михаил Васильевич работал мастером мазутного участка цеха обжига извести на Серовском заводе ферросплавов. В январе 1966 года Муравьёв переехал на Украину. Работал сначала на Никопольском заводе ферросплавов, затем трудился начальником отдела снабжения Никопольского ремонтно-строительного управления. Умер Михаил Васильевич 19 мая 1981 года. Похоронен в Никополе.

## Награды и звания
- Герой Советского Союза (29 марта 1944).
- Орден Ленина (29 марта 1944).
- Орден Красного Знамени (17.02.1944).
- Орден Александра Невского (11.02.1944).
- Орден Отечественной войны II степени (31.03.1943).
- Орден Красной Звезды — дважды (14.04.1943; 16.11.1943).
- Медали.

## Память
- В городе Серове по адресу: улица Ферросплавщиков, 3 установлена мемориальная доска с текстом: «Герой Советского Союза Муравьёв Михаил Васильевич  (1919—1981). Работал на Серовском заводе ферросплавов и жил в этом доме с 1962 по 1966 год».

## Документы
- Общедоступный электронный банк документов «Подвиг Народа в Великой Отечественной войне 1941—1945 гг.» Дата обращения: 30 мая 2013. Архивировано из оригинала 13 марта 2012 года.

Герой Советского Союза. Дата обращения: 30 мая 2013. Архивировано 30 мая 2013 года.
Орден Красного Знамени. Дата обращения: 30 мая 2013. Архивировано 30 мая 2013 года.
Орден Александра Невского. Дата обращения: 30 мая 2013. Архивировано 30 мая 2013 года.
Орден Отечественной войны 2-й степени. Дата обращения: 30 мая 2013. Архивировано 30 мая 2013 года.
Орден Красной Звезды (29.03.1943). Дата обращения: 30 мая 2013. Архивировано 30 мая 2013 года.
Орден Красной Звезды (16.11.1943). Дата обращения: 30 мая 2013. Архивировано 30 мая 2013 года.